# Zalea (cuero)

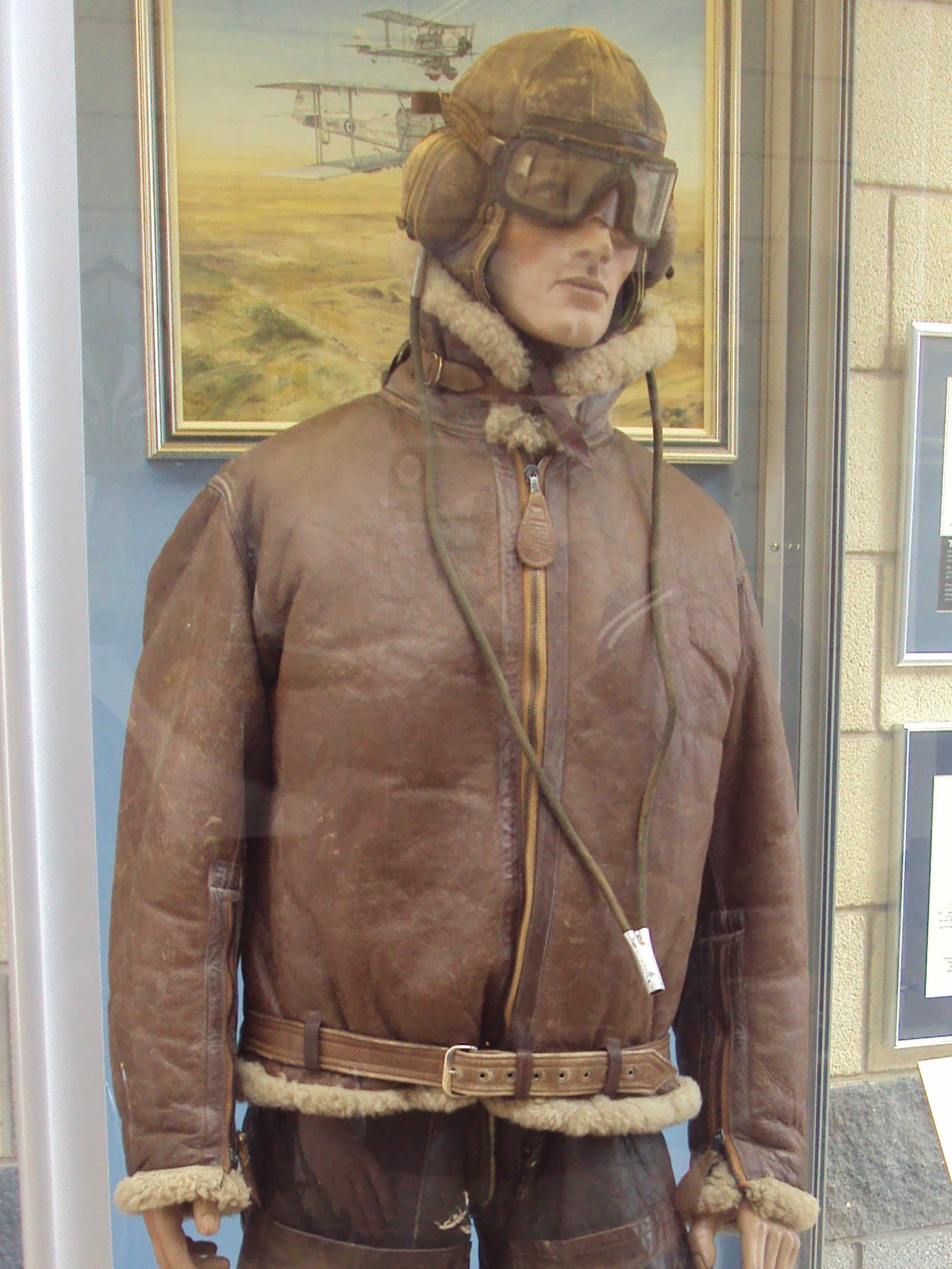
Chaqueta de cuero

La zalea, también conocida como vellón, es el cuero de oveja o carnero curtido de modo que conserve su lana para ofrecer así a su usuario protección contra la humedad y el frío. 
En la mitología griega, aparece como el vellocino de oro del carnero alado Crisómalo en la historia de Jasón y los argonautas, mientras que en la Biblia, está asociada con Gedeón.